# Листвянський
Листвянський (рос. Листвянский) — селище в Іскітимському районі Новосибірської області Російської Федерації.
Входить до складу муніципального утворення Листвянська сільрада. Населення становить 2682 особи (2017).

## Історія
Згідно із законом від 2 червня 2004 року органом місцевого самоврядування є Листвянська сільрада.

## Населення
| 1959  | 1970  | 1979  | 1989  | 2002  | 2007  | 2010  |
| ----- | ----- | ----- | ----- | ----- | ----- | ----- |
| 5351  | ↘3985 | ↘3171 | ↘3000 | ↘2708 | ↗3014 | ↘2465 |
| 2012  | 2013  | 2014  | 2015  | 2016  | 2017  |       |
| ↗2553 | ↗2621 | ↗2657 | ↗2677 | ↗2678 | ↗2682 |       |